# Vitaly Tseshkovsky
Vitali Valerievich Tseshkovsky (en ruso: Виталий Валерьевич Цешковский, en polaco: Witalij Cieszkowski; Omsk, 25 de septiembre de 1944 – 24 de diciembre de 2011) fue un ajedrecista ruso, que jugó bajo la bandera soviética y que ejercía el título de Gran Maestro Internacional, desde 1975.

## Biografía
Tseshkovsky (Cieszkowski) nació en Omsk, en el seno de una familia polaca (su antepasados eran nobles de Volinia). Obtuvo el título de Maestro Internacional en 1973 y el de GM en 1975.
Se proclamó Campeonato de ajedrez de Rusia en dos ocasiones, en 1972 (en solitario, por encima de Víktor Gavrikov), y en 1973 (ex aequo con otros dos jugadores). Sus mejores resultados en torneos incluyen en primer lugar a Leipzig 1975, Dubna 1976, Ereván 1980, Banja Luka 1981, Sochi 1981 y Minsk 1982. Fue coganador del Campeonato de la Unión Soviética de 1978 (con Mikhaïl Tal), y ganó en solitario en 1986; en total, participó diez ocasiones en este campeonato, entre 1967 y 1987. Obtuvo victorias contra diferentes campeones del mundo, con Vassili Smislov en Moscú 1974, Tal en Sochi 1970, y contra un joven Gari Kasparov en el Campeonato Soviético en 1978. Tseshkovsky estuvo a punto de clasificarse para la fase de Torneo de candidatos por el Campeonato del mundo al acabar cuarto en la Interzonal de Manila de 1976, justo un luhar or debajo del que se necesitaba para avanzar a la siguiente etapa.
Sus 6/9 puntos en San Petersburgo 2004 le permitieron clasificarse para jugar la final del Campeonato de Rusia de ese año, junto a los siete mejores jugadores rusos y cinco clasificados más.
El 2008 empató en primer lugar con Farrukh Amonatov y Anton Filippov en el segundo Memorial Georgy Agzamov en Taskent. En 2009, repitió victoria, esta vez en solitario, y aunque tenía ya 64 años, en el Memorial Agzamov.
En 2010, empató en las posiciones segundo a cuarto con Algimantas Butnorius y Nikolai Pushkov en el Campeonato de Europa Sénior de ajedrez rápido.
En 2009 y 2010, se proclamó Campeonato de Europa sénior.

### Participación en competiciones por equipos
En 1977 fue uno dels integrantes del equipo de la URSS que ganó la medalla de oro en el Campeonato de Europa por equipos, celebrado en Moscú.
En la XXVII Olimpíada, en 1986, puntuó 2½/5 como segundo reserva de la URSS, y ayudó así su país en ganar la medalla de oro.

## Estilo de juego
Por lo que respecta a las aperturas, su preferencia es para comenzar con 1.e4 con blancas. Con negras, ha jugado la Ruy López, la defensa siciliana, la defensa Pirc y la defensa moderna contra 1.e4, y contra 1.d4 ha preferido en general la defensa Grünfeld y el gambito Benko.

## Entrenador de ajedrez
Tseshkovsky, a banda de mantener una alta media de nivel de juego durante toda su carrera (con su cima en 2600 puntos Elo en la Ranking FIDE de octubre de 2005, ejerció como entrenador de ajedrez. Ha colaborado en este sentido con diferenrtes jugadores de élite, como Vladímir Kràmnik, Bartlomiej Macieja o Boris Savchenko.